# Йохан Адриан фон Хатцфелд
Йохан Адриан фон Хатцфелд (на немски: Johann Adrian, Freiherr von Hatzfeld; * ок. 1594; † 1680) е фрайхер от род Хатцфелд в Хесен, господар на Вилденбург, Шьонщайн (част от Висен) в Рейнланд-Пфалц, и на Вертер при Билефелд, Вестфалия.
Той е единствен син на Адриан фон Хатцфелд († пр. 15 август 1595), господар на Вертер, и съпругата му Хелена фон Бокенфьорде, господарка на Шюнгел († 1631), дъщеря на Каспар фон Бокенфьорде, господар на имението Шюнгел, и Катарина фон Людингхаузен, господарка на Волф. Внук е на Йохан XVI фон Хатцфелд († сл. 3 март 1564), господар на Вертер, и Анна фон Вендт. Правнук е на Херман II фон Хатцфелд (1493 – 1538/1539), господар на Вертер и Швекхаузен, и Анна фон Дросте († пр. 17 август 1553), наследничка на Вертер и Швайкхаузен. Потомък е на Готфрид VII фон Хатцфелд (* ок. 1366; † пр. 1422) и Луитгард фон Ефертцхаузен († 1456).
Йохан Адриан фон Хатцфелд умира на ок. 86 години през 1680 г.

## Фамилия
Йохан Адриан фон Хатцфелд се жени през 1620 г. за Ана Фос Щафел цу Бокел († 1641), дъщеря на Хайнрих Фос цу Бокел († 7 януари 1624) и Катарина фон Фарендорф († 1618). Те имат децата:
- Мария Магдалена фон Хатцфелд-Вилденбург (1628 – 1660), омъжена за фрайхер Бертрам VIII фон Неселроде (1625 – 1701)
- Ева фон Хатцфелд-Вилденбург (* ок. 1630† ок. 1682/1683), омъжена 1652 г. за Йохан Албрехт фон Ледебур-Мюленберг (* 1617 – 1621; † 30 май 1694)
- Мелхиор Фридрих Готфрид фон Хатцфелд (* 13 ноември 1638; † 4 юни 1694), господар на Вилденбург, Шьонщайн и Вертер, женен на 10 май 1671 г. за Мария Барбара фон Фюрстенберг (* 4 декември 1655; † 16 юни 1722), дъщеря на фрайхер Фридрих фон Фюрстенберг (1618 – 1662) и фрайин Анна Катарина фон дер Лайен (1618 – 1658); имат десет деца
- Франц Хайнрих фон Хатцфелд
- Адам фон Хатцфелд († 1663/1664)

Йохан Адриан фон Хатцфелд се жени втори път през 1641 г. за Анна Мария фон Щафел, наследничка на
Фалкенщайн и Батенхайм, дъщеря на Хайнрих Август фон Щафел и София Агнес фон Валденбург, господарка на Шенкерн, наследничка на Хайлигенховен. Те имат една дъщеря;
- Мария Елизабет Тереза фон Хатцфелд (†	1663), монахиня в Шварцрайндорф